# Fontaines-sur-Marne
Fontaines-sur-Marne is een gemeente in het Franse departement Haute-Marne (regio Grand Est) en telt 154 inwoners (2004). De plaats maakt deel uit van het arrondissement Saint-Dizier.

## Geografie
De oppervlakte van Fontaines-sur-Marne bedraagt 6,4 km², de bevolkingsdichtheid is 24,1 inwoners per km².
De onderstaande kaart toont de ligging van Fontaines-sur-Marne met de belangrijkste infrastructuur en aangrenzende gemeenten.

## Demografie
Onderstaande figuur toont het verloop van het inwonertal (bron: INSEE-tellingen).